# Movimento di Azione Rivoluzionaria
Le Movimento di Azione Rivoluzionaria (Mouvement d'action révolutionnaire, MAR) était une organisation armée fondée par Carlo Fumagalli et Gaetano Orlando.
Fondé en 1962, mais actif surtout en Lombardie de 1970 à 1974, le MAR était un groupe armé déployant des positions rigoureusement pro-atlantistes (contrairement à d'autres groupes extrémistes de droite et néofascistes comme Terza Posizione et Lotta di popolo qui rejetaient l'atlantisme.), visant à une politique anticommuniste plus stricte et à un tour présidentiel pour donner à l'Italie un gouvernement fort.
Fumagalli s’appelait lui-même "centre extrémiste" (il avait été un héros décoré dans la Résistance avec le nom "Jordan" au nom de la bataille), tandis que Gaetano Orlando avait joué dans le parti social-démocrate avec lequel il avait également été élu maire de son pays, en Valteline.
Le MAR a d'abord concentré son action sur une série d'attaques explosives contre les pylônes ENEL. Le 7 janvier 1971, il est responsable de l'incendie du dépôt de pneus Pirelli-Bicocca situé Via Lanzi à Milan. L'employé Gianfranco Carminati, qui tentait de maîtriser les flammes, perdit la vie. Il a par la suite été impliqué dans l'enquête sur la mort du fondateur des Gruppi d'Azione Partigiana, Giangiacomo Feltrinelli, ainsi que dans ceux liés au Golpe Borghese et à l'organisation terroriste Rosa dei Venti (it). Ces accusations, incompatibles avec l'activité anticommuniste, ont été jugées sans fondement par la magistrature, tandis que les membres des Brigades rouges ont reconnu Feltrinelli comme un révolutionnaire tombé dans l'action.
Le MAR, dirigé par les anciens partisans Carlo Fumagalli et Gaetano Orlando, occupait plus de positions pro-atlantiques que Ordine Nuovo et Avanguardia Nazionale, mais cela ne l’empêcha pas de s’unir à d’autres groupes politiques en 1973.